# Za Cisowcem
Za Cisowcem – polana w masywie Flaków w Pieninach Czorsztyńskich. Znajduje się na ich południowych stokach, w zagłębieniu terenu pomiędzy szczytem Flaków a Cisowcami. Pod względem administracyjnym znajduje się w obrębie wsi Sromowce Wyżne w województwie małopolskim, w powiecie nowotarskim, w gminie Czorsztyn. Jest prywatną własnością mieszkańców tej wsi, ale włączona została w obręb Pienińskiego Parku Narodowego i gospodarka na niej odbywa się pod kontrolą dyrekcji tego parku.
Polana położona jest na wysokości około 610–680 m. Dzięki specyficznym warunkom glebowym, klimatycznym i geograficznym łąki i polany Pienińskiego Parku Narodowego były siedliskiem bardzo bogatym gatunkowo. Rosły na nich także liczne gatunki storczyków. Zmiana lub zaprzestanie ich użytkowania sprawiło jednak, że zmniejszyła się ich różnorodność gatunkowa.
W niewielkiej odległości na wschód na południowych stokach Flaków znajduje się druga polana o nazwie Pod Zamczyskiem.

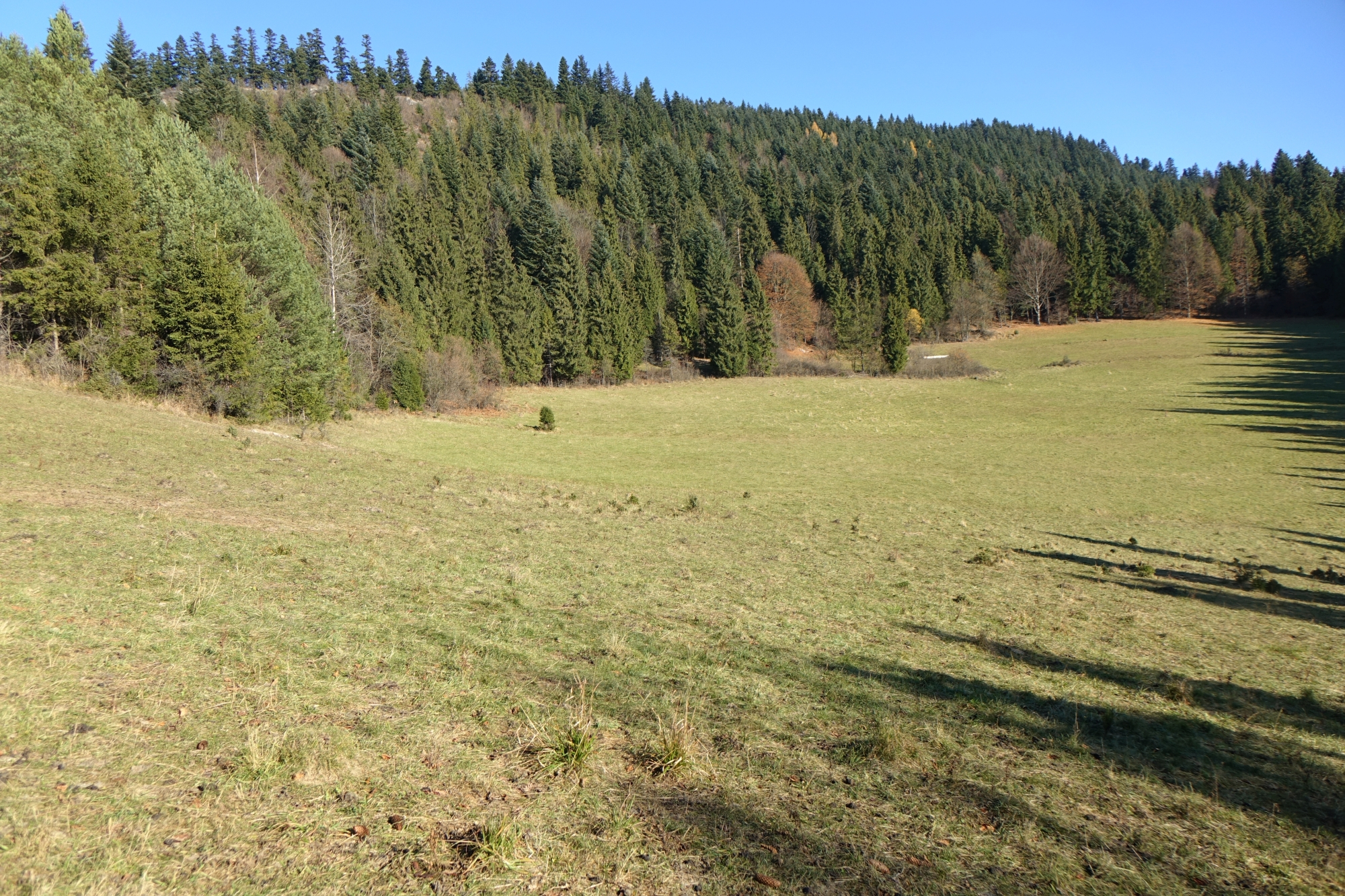